# جاكي ويلسون
جاكي ويلسون (بالإنجليزية: Jackie Wilson) (و. 1934 – 1984 م) هو مغني أمريكي، ولد في ديترويت، توفي عن عمر يناهز 50 عاماً، بسبب ذات الرئة.

## وصلات خارجية
- جاكي ويلسون على موقع IMDb (الإنجليزية)
- جاكي ويلسون على موقع الموسوعة البريطانية (الإنجليزية)
- جاكي ويلسون على موقع روتن توميتوز (الإنجليزية)
- جاكي ويلسون على موقع ميوزك برينز (الإنجليزية)
- جاكي ويلسون على موقع رولينغ ستون (الإنجليزية)
- جاكي ويلسون على موقع قاعدة بيانات برودواي على الإنترنت (الإنجليزية)
- جاكي ويلسون على موقع إن إن دي بي (الإنجليزية)
- جاكي ويلسون على موقع أول ميوزيك (الإنجليزية)
- جاكي ويلسون على موقع ديسكوغز (الإنجليزية)
- جاكي ويلسون على موقع قاعدة بيانات الفيلم (الإنجليزية)

- جاكي ويلسون في قاعدة بيانات الأفلام على الإنترنت